# Ян Тірсен
Ян Ті́рсен (фр. Yann Tiersen; народився 23 червня 1970, Брест) — французький музикант і композитор-мінімаліст.

## Біографія
Ян Тірсен народився у Бресті в 1970 році у французькій родині бельгійського і норвезького походження. Ян цікавився музикою з дитинства, яке він провів у Ренні. Він брав уроки гри на фортепіано та скрипці. У 1980-х роках він брав участь у декількох рок-групах у Ренні. Він також почав писати музику для короткометражних фільмів. Композитор набув популярності після написання музики для фільму «Амелі».

## Дискографія
- La Valse des Monstres (1995)
- Rue des Cascades (1996)
- Le Phare (1998)
- Tout est calme (1999)
- Amélie (2001)
- Black Session (1999) - за участю Noir Désir
- L'Absente (2001)
- C'était ici (2001)
- Good bye, Lenin! Original Soundtrack (2003) — саундтрек до фільму «Ґуд бай, Ленін!».
- Yann Tiersen & Shannon Wright (2004)
- Les Retrouvailles (2005)
- On Tour (2006)